# 山陰街道
山陰街道（さんいんかいどう）は、日本の街道である。京から丹波を経て山陰地方を通り、周防国の小郡（現・山口市）で西国街道に合流する。山陰道（さんいんどう）、山陰路（さんいんじ）、丹波街道（たんばかいどう）、丹州街道（たんしゅうかいどう）、丹波路（たんばじ）、丹州路（たんしゅうじ）とも呼ばれた。しかし、明治時代に京都府令により「山陰街道」の名称に統一された。
しかし、古代・中世における山陰道と近世の山陰街道は、ルートが異なっている。
ルーツは古代の幹線道路である山陰道であるが、幹線道路が街道と呼ばれるようになった近世においては、古代の山陰道とは異なり京都から福知山城へ向かうルートが取られた。
現在の国道9号線は、近世の山陰街道にほぼ沿っている。

## 近世の山陰街道の概要
京の七口の一つとされる丹波口を起点として、樫原を経由し老の坂を越えて丹波国に入り、亀岡、園部、三和を経て福知山に達し、夜久野を経て但馬国へと繋がっている。
1876年（明治9年）に、丹波国天田郡と丹後国が豊岡県から編入され、ほぼ現在の形になった京都府内を縦貫する道路整備が課題となる中、1881年（明治14年）に府会は京都・宮津間の縦貫車道の開削を議決した。
この事業は、全国で初めて獲得した国庫補助金や沿道住民の金銭面・労力面の支援のもと、1889年（明治22年）に完成し、それまで2泊3日を要した京都・宮津間を15時間で結ぶことが出来るようになった。
この京都・宮津間道路の築造に尽力したのは、第3代京都府知事である北垣国道と、工部大学校を卒業した田辺朔郎であり、彼らはこの道路の築造の後、琵琶湖疏水を完成に導いた。

### 宿場一覧
近世の山陰街道の宿場
- 三条大橋（京都府京都市東山区）

1. 樫原宿（京都府京都市西京区）
2. 亀山宿（京都府亀岡市）- 丹波亀山藩の藩庁・陣屋である亀山城城下町
3. 園部宿（京都府南丹市）- 園部藩の藩庁・陣屋である園部城城下町
4. 須知宿（京都府船井郡京丹波町）
5. 檜山宿（京都府船井郡京丹波町）
6. 菟原宿（京都府福知山市）
7. 福知山宿（京都府福知山市）- 福知山藩の藩庁・陣屋である福知山城城下町
8. 和田山宿（兵庫県朝来市）
9. 八鹿宿（兵庫県養父市）
10. 村岡宿（兵庫県美方郡香美町）
11. 鳥取宿（鳥取県鳥取市）
12. 母木宿（鳥取県鳥取市）
13. 青屋宿（鳥取県鳥取市）
14. 泊宿（鳥取県東伯郡湯梨浜町）
15. 橋津宿（鳥取県東伯郡湯梨浜町）
16. 長瀬宿（鳥取県東伯郡湯梨浜町）
17. 由良宿（鳥取県東伯郡北栄町）
18. 八橋宿（鳥取県東伯郡琴浦町）
19. 赤崎宿（鳥取県東伯郡琴浦町）
20. 下市宿（鳥取県西伯郡大山町）
21. 御来屋宿（鳥取県西伯郡大山町）
22. 淀江宿（鳥取県米子市）
23. 米子宿（鳥取県米子市）
24. 安来宿（島根県安来市）
25. 出雲郷宿（島根県松江市）
26. 松江宿（島根県松江市）
27. 宍道宿（島根県松江市）
28. 今市宿（島根県出雲市）
29. 温泉津宿（島根県大田市）
30. 郷田宿（島根県江津市）
31. 浜田宿（島根県浜田市）
32. 三隅宿（島根県浜田市）
33. 益田宿（島根県益田市）
34. 津和野宿（島根県鹿足郡津和野町）
35. 山口宿（山口県山口市）
36. 小郡宿（山口県山口市）- 西国街道と合流

## 古代の山陰道の概要
山陰道を参照